# Зак Ледеј
Закари Винсент Ледеј (енгл. Zachary Vincent LeDay; Далас, Тексас, 30. мај 1994) амерички је кошаркаш. Игра на позицијама крилног центра и центра, а тренутно наступа за Олимпију из Милана. Као натурализовани кошаркаш наступа за репрезентацију Азербејџана.

## Каријера
После уводне две године проведене на универзитету Јужна Флорида прелази на Вирџинија Тек, где је као сениор 2017. бележио 16,4 поена, 7,3 скока и 1,2 асистенције по утакмици.
Сезону 2017/18. провео је у Хапоел Гилбоа Галилу. Децембра 2017. постао је један од ретких играча израелског првенства са 20+ поена и скокова на једној утакмици. Он је то учинио у победи над Хапоелом из Јерусалима (72:71). С добрим играма добио је и позив да учествује na Ол-стар утакмици израелског шампионата и на такмичењу у закуцавањима. Сезону је завршио као двоструки МВП месеца (у децембру и априлу), био је други стрелац првенства са 19,5 поена и просечни индекс корисности 23, због чега је заслужио место у идеалној петорци такмичења.
Током лета 2018. играо је летњу лигу за Атланта хоксе, да би 7. јула 2018. потписао трогодишњи уговор са Олимпијакосом, код тренера Дејвида Блата. Дебитантску сезону у Евролиги завршио је са 9,7 поена и четири скока уз 17 минута на паркету. На лето 2019. Олимпијакос је решио да с њим прекине сарадњу.
Крајем јула 2019. потписао је једногодишњи уговор са Жалгирисом. Са екипом коју је водио тренер Шарунас Јасикевичијус, Ледеј је у сезони 2019/20. освојио титулу првака Литваније као и трофеј Купа. Своју другу евролигашку сезону је завршио са 43 одсто прецизности за три поена, уз просек од 11,8 поена, 4,7 скокова и индекс 13,2.
У јулу 2020. потписао јеуговор са Олимпијом из Милана. Са екипом тренера Еторе Месине освојио је Куп и Суперкуп Италије док је клуб у финалу италијанске Серије А поражен од Виртуса из Болоње. Екипа из Милана је у сезони 2020/21. изборила пласман на фајнал фор Евролиге, а Ледеј је на овом путу бележио просечно 10 поена и био је четврти клупски стрелац иза Пантера, Шилдса и Дилејнија.
У јулу 2021. потписао је двогодишњи уговор са београдским Партизаном. Током сезоне 2022/23, Партизан је елиминисан од Реал Мадрида у четвртфиналу Евролиге. Ледеј је током сезоне у Евролиги просечно бележио 11,4 поена, 5,1 асистенцију и 1,2 скока по утакмици. Сезону је завршио освајањем АБА лиге, после победе од 3:2 у финалу над Црвеном звездом. На крају сезоне потписао је нови двогодишњи уговор.

## Успеси

### Клупски
- Жалгирис:
  - Првенство Литваније (1): 2019/20.
  - Куп Литваније (1): 2020.

- Олимпија Милано:
  - Куп Италије (1): 2021.
  - Суперкуп Италије (1): 2020.

- Партизан:
  - Јадранска лига (1): 2022/23.

### Појединачни
- Идеална стартна петорка Јадранске лиге (2): 2021/22, 2023/24.
- Идеални тим Првенства Италије (1): 2020/21.
- Идеални тим Првенства Израела (1): 2017/18.